# Due bandiere all'ovest
Due bandiere all'ovest (Two Flags West) è un film del 1950 diretto da Robert Wise. È un western ambientato durante la guerra civile americana.

## Trama
Nel 1863, durante la guerra di secessione americana, Lincoln offre la possibilità ai confederati che sono stati fatti prigionieri di riavere la libertà: devono andare nel West a combattere contro gli indiani. Il colonnello Tucker, insieme a un manipolo di uomini, decide di accettare l'offerta e si dirige al fortino comandato dal maggiore Kemiston che ha appena perso il fratello sul campo. La cognata di Kemiston, Ellen, di cui l'uomo è da sempre segretamente innamorata, è ospite al fortino ma vorrebbe andare via perché non ricambia il sentimento del cognato. Quando Tucker e i suoi partono dal forte scortando un convoglio, la donna si nasconde su un carro per fuggire, ma alla notizia che gli indiani stanno per attaccare il forte, il colonnello decide di tornare indietro e di andare a portare il suo aiuto a Kemiston. Questi, con un gesto eroico, si sacrifica per riportare la pace, lasciando libero Tucker di manifestare ad Ellen i sentimenti che nutre per lei.

## Produzione
Il film, diretto da Robert Wise su una sceneggiatura di Casey Robinson, fu prodotto dallo stesso Robinson per la Twentieth Century Fox e girato a San Ildefonso Pueblo, Nuovo Messico,< dall'11 aprile a fine maggio 1950. Il titolo di lavorazione del film era Trumpet to the Morn.

## Distribuzione
Il film fu distribuito negli Stati Uniti nel novembre del 1950 (première a New York il 12 ottobre) dalla Twentieth Century Fox.
Altre distribuzioni del film furono:
- in Francia nel 1950 (Les rebelles de Fort Thorn)
- in Svezia l'8 febbraio 1951 (De rödas hämnd)
- in Finlandia il 27 luglio 1951 (Punanahkojen kosto)
- in Portogallo il 6 novembre 1951 (Entre Dois Juramentos)
- in Danimarca il 3 marzo 1952 (Den yderste forpost)
- in Germania Ovest il 12 settembre 1952 (Vorposten in Wildwest)
- in Austria nel dicembre del 1952 (Vorposten im wilden Westen)
- in Brasile (Entre Dois Juramentos)
- in Cile (Entre dos juramentos)
- in Spagna (Entre dos juramentos)
- in Grecia (O orkos tou lipotakti)
- in Italia (Due bandiere all'ovest)
- negli Stati Uniti (Trumpet to the Morn)

## Promozione
La tagline è: UNFURLS THE BANNER TO HIGH ADVENTURE!.

## Altri media
Il film fu riadattato come episodio della serie televisiva antologica The 20th Century-Fox Hour, andato in onda nel 1957 con il titolo di The Still Trumpet.